# Кенийское литературное бюро
«Кенийское литературное бюро» (англ. Kenya Literature Bureau) — кенийское книгоиздательское формирование государственной формы собственности.
Создано в 1947 году при британской миссии, как Бюро литературы Восточной Африки для публикации книг на суахили, восточноафриканских и английском языках.
Первым директором Бюро был Чарльз Гранстон Ричардс, занимавший этот пост пятнадцать лет. С начала 1970-х годов КЛБ опубликовало множество новаторских антология англоязычной поэзии авторов Восточной Африки, бо́льшую часть которых составляли представители Кении и Уганды, часто многорасовых, включая европейских и азиатских писателей и поэтов.
Кроме художественной литературы специализируется на выпуске школьных и университетских учебников, словарей, автобиографий, а также оказывает полиграфические услуги.